# 吕克·阿巴洛
吕克·阿巴洛（法語：Luc Abalo，1984年9月6日—），法国男子手球运动员。他曾代表法国国家队参加2008年、2012年、2016年和2020年夏季奥林匹克运动会手球比赛，获得三枚金牌和一枚银牌。